# Comune di Gladsaxe
Il comune di Gladsaxe è un comune danese situato nella regione di Hovedstaden. Capoluogo e sede amministrativa è il centro abitato omonimo.

## Geografia fisica
Il comune fa parte dell'area urbana di Copenaghen dal cui centro dista circa 10 km. Dista 3 km da Kongens Lyngby e 5,5 km da Herlev, il suo territorio è completamente pianeggiante.

## Amministrazione

### Gemellaggi
Il comune è gemellato con le seguenti località:
- Sutton
- Haabersti
- Gagny
- Pirkkala
- Kujalleq
- Taitō
- Spalato[4]
- Ski
- Koszalin
- Renfrewshire
- Solna
- Veszprém
- Klagenfurt am Wörthersee, dal 1969[5]
- Charlottenburg-Wilmersdorf
- Neubrandenburg
- Minden